# Kamaishi Unosumai Memorial Stadium
Kamaishi Unosumai Memorial Stadium (釜石鵜住居復興スタジアム?, Kamaishi Unozumai fukkō sutajiamu), anche noto come Kamaishi Recovery Memorial Stadium, è un impianto di rugby a 15 che si trova a Kamaishi, città del Giappone nord-orientale nella prefettura di Iwate.
Fondato ad aprile 2017 e ultimato in poco più di un anno, sorge su un sito devastato dallo tsunami del Tōhoku, lungo la riva destra del fiume Unosumai e a poca distanza dall'oceano Pacifico.
Costruito appositamente per ospitare gare della Coppa del Mondo di rugby 2019, è capace di circa 6000 posti a regime che, durante la manifestazione mondiale, divennero circa 16000 grazie a tribune provvisorie.
Dalla sua inaugurazione ad agosto 2018 è l'impianto interno del Kamaishi Seawaves, club della Top League di rugby.

## Storia
L'11 marzo 2011 un'onda di tsunami alta 9 metri generata dal terremoto del Tōhoku distrusse un terzo degli edifici di Kamaishi e uccise più di 1000 persone; la città, che vanta una solida tradizione rugbistica, ospitò due anni più tardi un incontro di beneficenza al quale assistettero, come padrini, giocatori internazionali del livello di Chester Williams e Richie McCaw; in tale occasione nacque l'idea di candidare la città a ospitare la Coppa del Mondo di rugby 2019, della quale il Giappone era stato designato organizzatore quattro anni prima; nel 2014 il sindaco di Kamaishi presentò la propria candidatura alla federazione e nel marzo 2015 questa fu accettata.
I lavori iniziarono ad aprile 2017 e ad agosto dell'anno successivo l'impianto fu inaugurato con un incontro tra la squadra di casa, e futura locataria dello stadio, del Kamaishi Seawaves che ricevette il Blue Revs, altra compagine di Top League.
Lo stadio fu edificato sul luogo dove sorgevano due scuole travolte dallo tsunami.
Il costo di realizzazione fu di circa 4,9 miliardi di yen (~37 milioni di euro) e la capacità originale fu di 16187 posti; la capacità effettiva è di 6000 ma 10000 furono aggiunti in via provvisoria, ricavati dal legno sopravvissuto all'incendio di un vicino bosco di cedri, per la Coppa del Mondo.
Nel corso della manifestazione lo stadio avrebbe dovuto ospitare due incontri, Uruguay – Figi e Namibia – Canada, ma il secondo di essi fu annullato a causa di un ulteriore imprevisto legato agli elementi, il tifone Hagibis che rese non sicuro lo svolgimento dell'incontro.
Tuttavia l'unica partita che ivi si tenne fu una piccola sorpresa, perché l'Uruguay batté Figi andando decisamente contro pronostico: i sudamericani si imposero 30-27 vincendo la loro terza partita in assoluto nella competizione, e la prima dal 2003; dal lato di Figi tale sconfitta significò l'eliminazione di fatto dalla corsa alla qualificazione ai quarti in quanto già battuta in precedenza dall'Australia.
Sotto lo stadio si trovano due serbatoi di raccolta d'acqua piovana proveniente dal tetto: essi hanno una capacità complessiva di 220 t e forniscono l'apporto idrico necessario all'irrigazione del terreno, ai servizi igienici e, se necessario, allo spegnimento di eventuali incendi che dovessero interessare il bosco retrostante l'impianto; il terreno è in erba ibrida.

## Incontri internazionali di rilievo

### Rugby a 15
| Arbitro: | Pascal Gaüzère |

|                                                         |      |                                    |
| Dolokoto 7’ Mawi 18’ Ratuniyarawa 47’ Matawalu 66’, 81’ | mt   | 13’ Arata 21’ Diana 25’ Manuel Cat |
| Matavesi 18’                                            | tr   | 13’, 21’, 25’ Berchesi             |
|                                                         | c.p. | 37’, 60’, 75’ Berchesi             |